# Okruchy dnia (powieść)
Okruchy dnia (tyt. oryginału The Remains of the Day) – powieść napisana w 1989 r. przez urodzonego w Japonii brytyjskiego pisarza Kazuo Ishiguro, wydana w Polsce w 1993 w przekładzie Jana Rybickiego jako U schyłku dnia  i w 1997 pod tytułem Okruchy dnia.

## Zarys fabuły
Okruchy dnia to przedstawiona w pierwszej osobie historia Stevensa, kamerdynera, który poświęcił swoje życie lojalnej służbie u angielskiego lorda Darlingtona (opisanego bardziej szczegółowo w retrospekcjach). Powieść zaczyna się od listu do Stevensa, otrzymanego od byłej współpracownicy, panny Kenton, ochmistrzyni, opisującej swoje życie małżeńskie, które uważa za nieszczęśliwe.

## Nagrody
- 1989 – Nagroda Bookera

## Adaptacja filmowa
- Okruchy dnia